# Great Depression

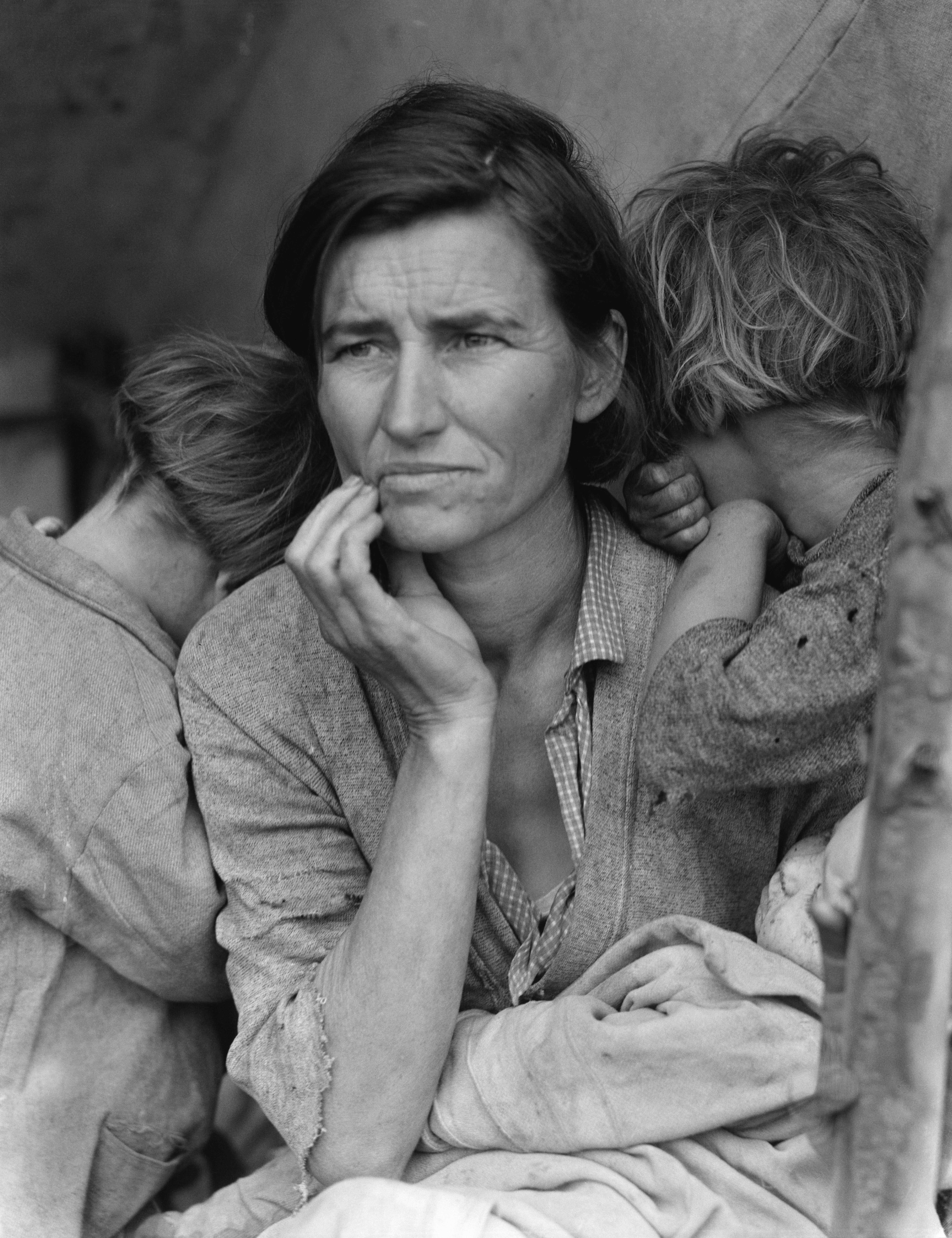
Florence Owens Thompson, Foto von Dorothea Lange, 1936

Als Great Depression, deutsch Große Depression, bezeichnet man die schwere Wirtschaftskrise in den USA, die am 24. Oktober 1929 mit dem „Schwarzen Donnerstag“ begann und die 1930er Jahre dominierte. Sie war Teil bzw. Ursprung der Weltwirtschaftskrise, im Englischen wird der Begriff auch synonym dafür verwendet.
Dieser Artikel beschäftigt sich mit der politischen, kulturellen und sozialen Entwicklung der USA in der Zeit der Großen Depression (1929–1941). Ausführliche Informationen zu den Ursachen und wirtschaftlichen Folgen der Krise sowie zu den Versuchen, sie zu überwinden, finden sich im Artikel Weltwirtschaftskrise.

## Vorgeschichte
Die USA erlebten die 1920er Jahre als Zeit großer wirtschaftlicher Prosperität. Unter der Präsidentschaft des Republikaners Calvin Coolidge wurden unregulierter Kapitalismus, Selbstregulierung und die sogenannte Politik des „Laissez-faire“ (d. h. des Nichteingreifens in die Wirtschaft) prägend. Die Wahlen 1928 gewann Herbert Hoover mit dem Versprechen, auf diesem Wege fortzufahren und so die Fortdauer der „prosperity“ zu sichern.

## Wirtschaft
In den 1920er Jahren kam es in den USA zu einer deutlichen Ausweitung der Erzeugung von Konsumgütern und landwirtschaftlichen Produkten. Gleichzeitig bestand eine sehr ungleiche Vermögensverteilung; der Großteil der Bevölkerung hatte ein zu geringes Vermögen, um aus eigenen finanziellen Mitteln einen ausreichenden Absatzmarkt zu bilden. Die Expansion der Konsumgüterindustrie beruhte zum Teil darauf, dass viele US-Bürger einen Teil ihres Konsums über Kredite finanzierten. Während die Kredite für Konsumzwecke im Jahr 1919 noch 100 Millionen $ betrugen, stieg dieser Betrag bis 1929 auf über 7 Milliarden $. Als Auslöser der Großen Depression wird gemeinhin der Börsencrash der US-amerikanischen Börse im Oktober 1929 gesehen (Schwarzer Donnerstag). Ursächlich waren ungezügelte Spekulationen, die zu einer Spekulationsblase führten. Dazu kamen Betrügereien wie Bilanzfälschungen und Kettengeschäfte (siehe auch Schneeballsystem). Mit dem Börsencrash begann das Vertrauen in die Wirtschaft zu schwinden. Banken vergaben Kredite vorsichtiger, die Konsumenten wurden zögerlicher und gaben weniger Geld aus, so dass die Unternehmen ihre Produktion drosselten und Arbeiter entließen. Die Federal Reserve erhöhte die Zinsen. Viele Banken hatten zu unvorsichtig Kredite vergeben und fielen in Insolvenz. Zusätzlich wurde das Bankensystem von Bank Runs destabilisiert. Durch den Zusammenbruch des Bankensystems wurde es für Unternehmen und Konsumenten immer schwieriger, Kredite zu bekommen. Daraus entwickelte sich eine wirtschaftliche Abwärtsspirale, die in die wirtschaftliche Depression führte.
Die Krise wirkte sich auch auf Deutschland aus: So wurde durch den Abzug von kurzfristigem amerikanischen Kapital Deutschlands Zahlungsfähigkeit stark beeinträchtigt. Es kam zu einer weltweiten Rezession (Weltwirtschaftskrise). Die Weltwirtschaft erreichte erst während des Zweiten Weltkrieges in Indikatoren wie Industrieproduktion, Aktienpreisen und dem weltweiten Bruttosozialprodukt wieder den Stand von 1929.
Zu ökonomischen Details siehe den Artikel Weltwirtschaftskrise.

## Politik
Herbert Hoover, Nachfolger des Präsidenten Calvin Coolidge, wurde von breiten Bevölkerungsschichten als zu schwach und zu wenig entscheidungsfreudig empfunden, um den massiven wirtschaftlichen und sozialen Problemen entgegenzutreten, die durch die Große Depression hervorgerufen wurden. So gewann der demokratische Kandidat Franklin D. Roosevelt die Präsidentschaftswahl 1932. Er sollte zu einem der bedeutendsten Präsidenten der USA werden. Bis zu seinem Tode 1945 wurde er dreimal wiedergewählt. Um der Krise zu begegnen, verabschiedete er zwei so genannte „New Deal“-Programme.
Da Börsenspekulation und ungezügelter Kapitalismus von der Bevölkerung verantwortlich für die Krise gemacht wurden, gab es allgemeines Misstrauen gegenüber den großen Konzernen. Auch durch das weit verbreitete soziale Elend kam es zu einer Radikalisierung der US-amerikanischen Gesellschaft. Alternative Gesellschaftsideale und Massenbewegungen fanden in dieser Zeit hohen Zuspruch: So erreichte die Kommunistische Partei der USA ihre größte Popularität; es gab aber auch einflussreiche rechtsextreme und faschistische Organisationen wie die Union Party des Father Coughlin. Bestimmt war die Gesellschaft jedoch durch einen „Linksruck“, der sich in einer sozial orientierten Regierungspolitik äußerte (vergleiche Soziales), aber auch in den sozialen Bewegungen der Popular Front.

## Soziales

Verarmter vor einem leerstehenden Laden in San Francisco, Kalifornien, Foto von Dorothea Lange, 1935

Durch den Zusammenbruch der Wirtschaft waren 1932 rund 25 % aller US-Amerikaner arbeitslos, also etwa 15 Millionen Menschen; vor der Wirtschaftskrise lag die Arbeitslosigkeit bei 9 %. Ein Großteil arbeitete in schlecht bezahlten, prekären Arbeitsplätzen, um sich und die Familie über Wasser zu halten: Die Durchschnittslöhne fielen um 60 %. Das landwirtschaftliche Einkommen war um 50 % gefallen.
Roosevelt brachte im Rahmen des New Deal innerhalb kürzester Zeit soziale Reformen voran, die in Europa zwar lange durchgesetzt, für die USA aber revolutionär waren. Als Herzstück der Sozialreformen wird der Social Security Act (Sozialversicherungserlass) von 1935 gesehen, der eine Alters-, Arbeitslosen- und Unfallversicherung einführte, die von Arbeitnehmern und Arbeitgebern bezahlt wurde.
Der Agricultural Adjustment Act (AAA) (etwa „Landwirtschafts-Anpassungserlass“) wurde 1933 vom Kongress verabschiedet, um die Situation der Farmer zu erleichtern, die sich schon in den 1920er Jahren verschlechtert hatte.
Im Rahmen des Ersten New Deal gab es „Arbeitsbeschaffungsmaßnahmen“, zuerst unter der Civil Works Administration (CWA, etwa „Behörde für öffentliche Arbeiten“) und dann unter der Works Progress Administration (WPA, etwa „Arbeitsbeförderungsbehörde“) des Zweiten New Deal. Besonders Letztere hatte vor allem das Ziel, die Arbeitslosen aus den Reihen der Empfänger staatlicher Sozialhilfe zu nehmen. Nicht nur öffentliche Gebäude, Brücken, Flughäfen und Straßen wurden gebaut, sondern auch kulturelle Projekte wurden gefördert. So gab es das Federal Theatre Project („Bundestheaterprojekt“), das Federal Art Project („Bundeskunstprojekt“) und das Federal Writers’ Project („Bundesschriftstellerprojekt“).
Besonders von linken Kritikern wurde bemängelt, dass viele der Reformen nur halbherzig waren und sie nicht weit genug gingen. Bis heute gibt es in den USA kein europäischen Standards entsprechendes soziales Netz.

## Kultur
Als Reaktion auf die Wirtschaftskrise entwickelte sich eine stark sozialkritische und politisierte Kultur, die sich in Literatur, Fotografie, Film, Theater, Malerei und Musik widerspiegelte. Noch heute gilt John Steinbecks Roman „Früchte des Zorns“ („The Grapes of Wrath“, 1939; 1940 verfilmt) als Sinnbild der Zeit der Großen Depression, wobei es zu seiner Entstehungszeit wegen seiner Sozialkritik stark angegriffen und in Kalifornien sogar zeitweise verboten wurde. Der Folksänger Woody Guthrie wurde mit seinen Liedern zu einer nationalen Legende.
In dem durch Roy Stryker begonnenen Fotodokumentationsprojekt der Farm Security Administration spiegelten die Fotografien von Dorothea Lange, Arthur Rothstein, Walker Evans, Ben Shahn sowie Marion Post Wolcott, Russell Lee, Jack Delano, Carl Mydans und Gordon Parks das Elend der Arbeitslosen und der Binnenmigranten aus der Dust Bowl wider.
Andererseits wurde in der Massenunterhaltung auch auf Ablenkung gesetzt, um wenigstens für einen Moment die Notlage vergessen zu können. So wurde die vierjährige Shirley Temple 1932 zum Filmstar, was das Jahrzehnt dominierte. Auch Musicals wurden sehr beliebt. Diese hatten jedoch auch oft versteckte sozialkritische Anspielungen. Ausdrücklich thematisierte das Stück Brother, Can You Spare a Dime? aus dem Musical Americana die Zeit der Great Depression.
Zahlreiche Karrieren von Kulturschaffenden, die sich in den 1930er/1940er Jahren im linken politischen Spektrum bewegt hatten, fielen der „Kommunistenhatz“ der 1950er Jahre zum Opfer, weil sie in Verbindung mit der Kommunistischen Partei gebracht wurden. Sie wurden verhört und erhielten teils direktes, teils indirektes Berufsverbot (z. B. in Form von Boykotten durch die Filmindustrie).
Bedeutende Kulturschaffende dieser Zeit
- Dorothea Lange (1895–1965), Fotografin
- Walker Evans (1903–1975), Fotograf
- John Steinbeck (1902–1968), Schriftsteller
- Woody Guthrie (1912–1967), Singer-Songwriter
- Richard Wright (1908–1960), Schriftsteller
- Orson Welles (1915–1985), Regisseur
- Tillie Olsen (1912–2007), Schriftstellerin
- Willem de Kooning (1904–1997), Künstler
- Ernest Hemingway (1899–1961), Schriftsteller